# August Schenk

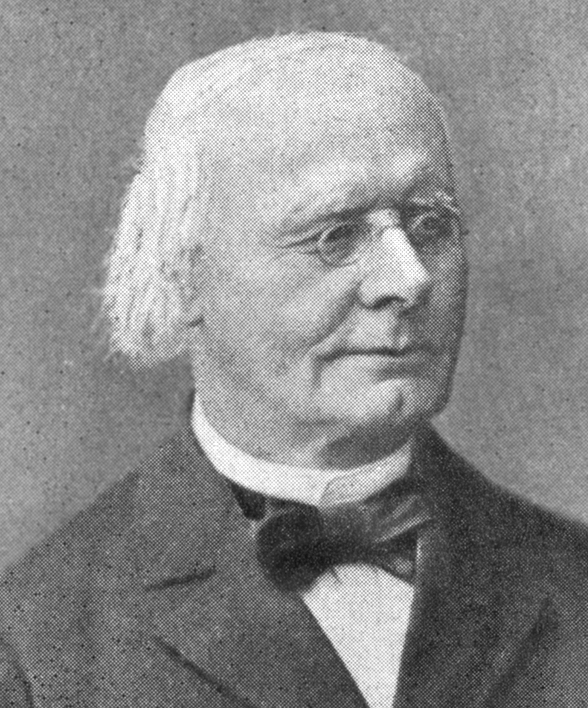
August Schenk

Joseph August Schenk (* 17. April 1815 in Hallein; † 30. März 1891 in Leipzig) war ein deutscher Botaniker und  Paläontologe (Paläobotaniker) sowie Hochschullehrer in Würzburg und Leipzig. Sein offizielles botanisches Autorenkürzel lautet „Schenk“.

## Leben
August (von) Schenks Vater war der damalige bayerische Salinenoberinspektor in Hallein und spätere  Generaladministrator der Berg- und Salinenwerke Bayerns sowie Schatzmeister von König Maximilian Friedrich von Schenk, sein Großvater der Staatsmann Heinrich von Schenk. August Schenk studierte in München Naturwissenschaften und Medizin und wurde dort 1837 zum Dr. phil. promoviert. Er setzte seine Ausbildung mit einem Studium der Botanik in Erlangen, Wien und Berlin fort, habilitierte sich 1841 als Privatdozent für Botanik an der Medizinischen Fakultät in Würzburg, wo er Vorlesungen über Allgemeine Botanik, Medizinische Botanik und Toxikologie abhielt und 1844 außerordentlicher Professor der Botanik wurde.
Schenks Ernennung zum Ordinarius für Biologie erfolgte 1849 an der bis 1858 bestehenden Kameralistischen Fakultät. Nach deren Auflösung wechselte er 1856 zur Philosophischen Fakultät, der das Fach Biologie zugewiesen wurde. Ab 1851 leitete er als Direktor und Nachfolger von Valentin Leiblein den Würzburger Botanischen Garten im Juliusspital bis 1867. Eine von dem späteren Medizinprofessor Carl Gerhardt entdeckte Kratzdistel-Bastardform von Cirsium lanceolatum und Cirsium eriophorum benannte Schenk später nach ihrem Erstbeschreiber als Cirsium gerhardtii. 1868 folgte er einem Ruf an die Universität Leipzig, wo er ebenfalls den Botanischen Garten leitete. 1887 trat er in den Ruhestand.
Er war Ehrenmitglied der naturforschenden Gesellschaft zu Bamberg sowie der ISIS in Dresden und wurde am 1. Januar 1852 unter der Präsidentschaft von Christian Gottfried Daniel Nees von Esenbeck mit dem akademischen Beinamen Heller unter der Matrikel-Nr. 1642 in der Sektion Botanik zum Mitglied der Leopoldina gewählt. Seit 1869 war er ordentliches Mitglied der Königlich Sächsischen Gesellschaft der Wissenschaften.

## Ehrungen
Nach ihm ist die Pflanzengattung Schenkia Griseb. aus der Familie der Enziangewächse (Gentianaceae) benannt.

## Schriften
- Diagnoses molluscorum terrestrium et fluviatilium circa Monachium indigenorum, Dissertatio Inauguralis, Typis Joanni Antonii Giesser, Monachii 1838 google books
- Flora der Umgebung von Würzburg. Aufzählung der um Würzburg vorkommenden phanerogamen Gefässpflanzen. Ein Beitrag zur Flora von Bayern. G. J. Manz, Regensburg 1848 Archive
- Über das Vorkommen kontraktiler Zellen im Pflanzenreich (Würzburg 1858)
- Algologische Mitteilungen. In: Verhandlungen der Physikalisch-Medizinischen Gesellschaft zu Würzburg. Band 8–9.
- Der botanische Garten der Universität zu Würzburg. Verlag der Stahel’schen Buch- und Kunsthandlung, Würzburg 1860. (google books).
- Beiträge zur Flora der Vorwelt. Kassel 1863.
- Beiträge zur Flora des Keupers und der rätischen Formation (Bamberg 1864, mit 8 Tafeln)
- mit Johann Lukas Schönlein: Abbildungen von fossilen Pflanzen aus dem Keuper Frankens, C.W. Kreidel´s Verlag, Wiesbaden 1865
- Die fossile Flora der Grenzschichten des Keupers und Lias Frankens (Wiesb. 1865–67, mit 45 Tafeln)
- Die fossile Flora der nordwestdeutschen Wealdenformation (Kassel 1871, mit 22 Tafeln)
- Pflanzen aus der Steinkohlenformation und jurassische Pflanzen aus China (in Richthofens „China“, Band 4, 1882).

- Für die Flora brasiliensis des deutschen Botanikers und Naturforschers Carl Friedrich Philipp von Martius bearbeitete er die Alströmeriaceen, für den Grafen Széchényi die auf seiner Reise gesammelten fossilen Pflanzen (1883)

- Mitherausgeber: Handbuch der Botanik (Breslau 1879–86, 3 Bände. Daraus besonders abgedruckt: Die fossilen Pflanzenreste, 1888)

- Mit Christian Luerssen gab er die Mitteilungen aus dem Gesamtgebiet der Botanik (Leipzig, 1871–75) heraus.

- Auch an der Herausgabe von Zittels Handbuch der Paläontologie war er seit Schimpers Tod beteiligt.